# Rumänische Königsfamilie

Wappen der königlichen Familie

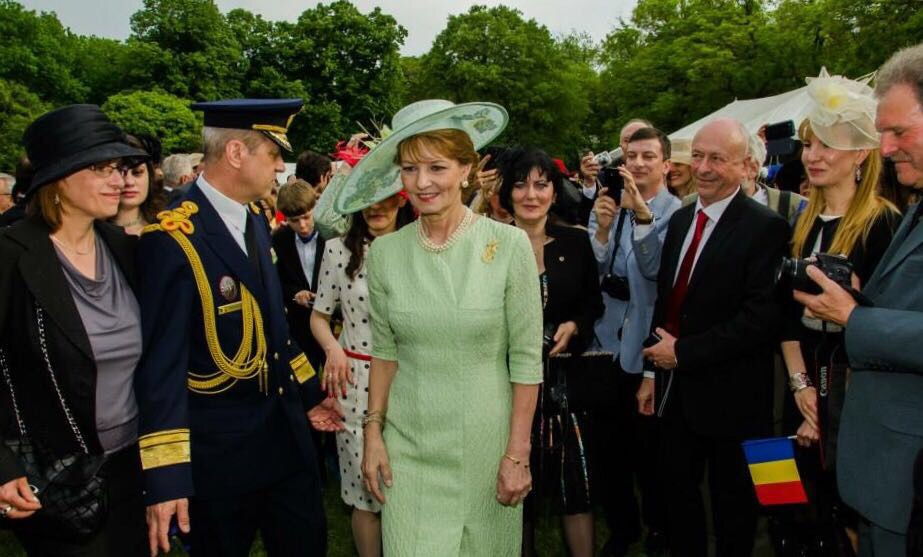
Margareta von Rumänien

Die rumänische Königsfamilie (rumänisch Familia regală a României) war die herrschende Dynastie des Königreichs Rumänien, einer konstitutionellen Monarchie in Mittelosteuropa. Das Königreich bestand von 1881, als Carol I. von Rumänien zum König ausgerufen wurde, bis zum 30. Dezember 1947, als der letzte König, Michael I. von Rumänien, zur Abdankung gezwungen wurde und das Parlament Rumänien zur Republik erklärte. Bald darauf, mit der Einführung der Verfassung vom 13. April 1948, wurde Rumänien eine sozialistische Republik, die bis 1989 bestand.
Zu den aktuellen Mitgliedern der königlichen Familie gehören die Töchter des verstorbenen Königs Michael I. Einige Nachkommen haben den Namen „von Rumänien“ angenommen. Es gibt auch Nachkommen von Michaels älterem Halbbruder Carol Lambrino, deren Legitimität umstritten war und die während der Regierungszeit von Ferdinand, Carol II. und Michael nicht als königlich anerkannt wurden.
Nach Jahrzehnten im Schweizer Exil durfte Michael  2001 nach Rumänien zurückkehren und erhielt für sich und seine Familie Wohnrecht im Elisabeth-Palast in Bukarest sowie die Rückerstattung des Besitzes der Schlösser Săvârșin, Peleș und Pelișor. Am 10. Mai 2011 legten König Michael, die ehemalige Königin und die fünf Töchter den Namenszusatz „von Hohenzollern-Sigmaringen“ ab und nannten sich von nun an „von Rumänien“ („de Roumanie“).

## Die Familie Hohenzollern-Sigmaringen
1. Karl Anton Fürst von Hohenzollern (1811–1885), preuß. Ministerpräsident ⚭ Josephine von Baden (1813–1900)
  1. Leopold Fürst von Hohenzollern (1835–1905) ⚭ Antonia Maria von Portugal (1845–1913), Tochter von Königin Maria II. (Portugal) (1819–1853)
    1. Wilhelm Fürst von Hohenzollern (1864–1927) ⚭ (I) Maria Theresia von Bourbon-Sizilien (1867–1909), Tochter von Ludwig von Neapel-Sizilien (1838–1886); ⚭ (II) Adelgunde von Bayern (1870–1958), Tochter von König Ludwig III. (Bayern) (1845–1921)
    2. Ferdinand I., König von Rumänien (1865–1927) ⚭ Marie von Edinburgh (1875–1938), Tochter von Alfred (Sachsen-Coburg und Gotha) (1844–1900)
      1. Karl II., König von Rumänien (1893–1953) ⚭ Elena von Griechenland (1896–1982), Tochter von König Konstantin I. (Griechenland) (1868–1923)
        1. Michael I., König von Rumänien (1921–2017) ⚭ Anna von Bourbon-Parma (1923–2016), Tochter von Prinz Renato von Bourbon-Parma (1894–1962)
          1. Margarita von Rumänien (* 1949)
          2. Helen (* 1950)
          3. Irina (* 1953)
          4. Sophie (* 1957)
          5. Maria (* 1964)

      2. Elisabeth von Rumänien (1894–1956) ⚭ König Georg II. (Griechenland) (1890–1947)
      3. Maria von Rumänien (1900–1961) ⚭ König Alexander I. (Jugoslawien) (1888–1934)
      4. Nikolaus von Rumänien (1903–1978)
      5. Ileana von Rumänien (1909–1991) ⚭ Anton von Österreich-Toskana (1901–1987)
      6. Mircea (1913–1916)

  2. Karl I. (1839–1914), König von Rumänien, ⚭ Elisabeth zu Wied (1843–1916), gen. Carmen Sylva, Tochter von Fürst Hermann zu Wied (1814–1864)

## Nachkommen von König Michael I.
Es werden die folgenden Personen zum engeren Kreis der rumänischen Königsfamilie gezählt:
1. Margareta, Hüterin der rumänischen Krone (geb. 1949) ⚭ Radu Duda, nahm den Titel Prinz Radu von Rumänien an (geb. 1960)
2. Prinzessin Elena von Rumänien (geb. 1950) ⚭ Leslie Robin Medforth-Mills (1942–2002) ⚭ Alexander Philips Nixon (McAteer) (geb. 1964)
  1. Nicholas Michael von Rumänien Medforth-Mills (geb. 1985) ⚭ Alina Maria Binder (geb. 1988)
    1. Maria Alexandra von Rumänien Medforth-Mills (geb. 2020)
    2. Michael von Rumänien-Medforth-Mills (geb. 2022)

  2. Elisabeta Karina von Rumänien Medforth-Mills (geb. 1989)
3. Prinzessin Irina von Rumänien (geb. 1953) ⚭ John Kreuger (geb. 1945) ⚭ John Wesley Walker (1945–2024)
  1. Michael Torsten von Rumänien Kreuger (geb. 1985) ⚭ Tara Marie Littlefield (geb. 1982)
    1. Kohen Kreuger (geb. 2012)

  2. Angelica Margareta Bianca de Roumanie Kreuger (geb. 1986) ⚭ Richard Robert Knight (geb. 1984)
    1. Courtney Bianca Knight (geb. 2007)
    2. Diana Knight (geb. 2011)
4. Prinzessin Sophie von Rumänien (geb. 1957) ⚭ Alain Michel Léonce Biarneix (de Laufenborg) (geb. 1957)
  1. Elisabeta Maria Bianca Elena de Roumanie Biarneix (geb. 1998)
5. Prinzessin Maria von Rumänien (geb. 1964) ⚭ Kazimierz Wiesław Mystkowski (geb. 1958)

## Nachfolgelinie
Gemäß den Nachfolgebestimmungen der letzten demokratisch gebilligten monarchischen Verfassung des Königreichs Rumänien von 1923 geht nach dem Tod von König Michael ohne Söhne der Anspruch auf die Krone erneut auf die Familie Hohenzollern über. Am 30. Dezember 2007, zum 60. Jahrestag seiner Abdankung, unterzeichnete König Michael jedoch die Grundregeln der königlichen Familie von Rumänien, mit denen er Prinzessin Margareta zu seiner Erbin ernannte. Das Dokument hat keine rechtliche Bedeutung, da es eine Institution regelt, die nicht mehr besteht.
Die Grundregeln bezeichneten Margareta jedoch als mutmaßliche Erbin des verstorbenen Throns. Bei der gleichen Gelegenheit forderte Michael auch, dass, sollte das rumänische Parlament die Wiederherstellung der Monarchie erwägen, das salische Erbrecht nicht wieder eingeführt wird, um die weibliche Nachfolge zuzulassen. Gemäß dem neuen Statut des rumänischen Königshauses, wie von Michael erklärt, dürfen keine unehelichen Nachkommen oder Nebenlinien dynastische Privilegien, Titel oder Ränge beanspruchen, und solche sind vom rumänischen Königshaus und von der Thronfolge ausgeschlossen.
Am 10. Mai 2011 vor dem Hintergrund von Klagen in Deutschland, die von Michaels deutschen Verwandten gegen seine Familie wegen des früheren Namens Hohenzollern-Veringen seines Schwiegersohns Radu und der von einigen geäußerten Befürchtungen erhoben wurden, dass die deutschen Hohenzollern die Nachfolge beanspruchen könnten an die Spitze des rumänischen Königshauses, trennte Michael alle dynastischen und historischen Bindungen zum Fürstenhaus Hohenzollern, änderte den Namen seiner Familie in „von Rumänien“ und verzichtete auf alle ihm und seiner Familie verliehenen Fürstentitel die deutschen Hohenzollern.
Am 1. August 2015 unterzeichnete Michael ein Dokument, mit dem seinem Enkel Nicholas Medforth-Mills, der ebenfalls aus der Nachfolge entfernt wurde, der Titel Prinz von Rumänien und die Qualifikation als Königliche Hoheit entzogen wurden. Der ehemalige König traf die Entscheidung „mit Blick auf die Zukunft Rumäniens nach der Herrschaft und dem Leben seiner ältesten Tochter Margareta“. Der ehemalige König hoffte, dass „Nicholas in den kommenden Jahren einen geeigneten Weg finden wird, den Idealen zu dienen und die Eigenschaften zu nutzen, die Gott ihm gegeben hat“. Hintergrund war die Geburt eines unehelichen Kindes, das Nicholas zunächst nicht anerkannt hatte. Die Mutter von Nicholas, Prinzessin Elena, wurde in einem persönlichen Brief über die Entscheidung des ehemaligen Königs informiert.